# Godbrange
Pour les articles homonymes, voir Godbrange (homonymie).
Godbrange (luxembourgeois : Guedber, allemand : Godbringen) est une section de la commune luxembourgeoise de Junglinster située dans le canton de Grevenmacher.

## Histoire
La terre de l'actuel Goedber était déjà habitée à l'époque celtique. La preuve en est ce qu'on appelle le traîneau à foyer, une table rocheuse dans laquelle les silhouettes de deux personnes ont été mesurées.
En 1806, Mathias Schergen érige la première croix hebdomadaire à Guedber et s'installe au village en 1810. En 1814, les troupes alliées allemandes et russes sont stationnées à Guedber.
En septembre 1843, l'ancienne école de Guedber ouvre ses portes. Les enfants de Guedber et Allenster partageaient une salle de classe. En 1846, ils ont leur propre Sall.
En 1879, la famille Schergen décide de construire une nouvelle église. En 1880, les premières places de l'église sont vendues, le revenu est de 161 francs luxembourgeois.
Le 4 mai 1924, la première laiterie est construite, qui est remplacée en 1936 par un nouveau bâtiment. En 1940, lors du passage des troupes allemandes dans le village, trois personnes sont tuées. Au cours de la Seconde Guerre mondiale, toute une famille Goedber a été déplacée et deux personnes ont été enlevées.
En 1950, le Mandolin Club est fondé à Guedber, qui existe encore aujourd'hui.

Dans le club house de Guedber se trouve la salle du club de tennis de table Guedber-Lënster et il y a un restaurant, avec bowling dans le village.

## A voir
Le vieux chêne de la rue du Cimetière
La couverture rigide. Il est situé dans la partie sud du petit village, un promontoire avec des forêts dans le triangle entre Goedberg, Allenster et Kédingen.